# هاروی گیلمور
هاروی گیلمور (انگلیسی: Harvey Gilmour؛ زادهٔ ۱۵ دسامبر ۱۹۹۸) بازیکن فوتبال اهل بریتانیا است.
از باشگاه‌هایی که در آن بازی کرده‌است می‌توان به باشگاه فوتبال ترانمره راورز اشاره کرد.